# Slutarp

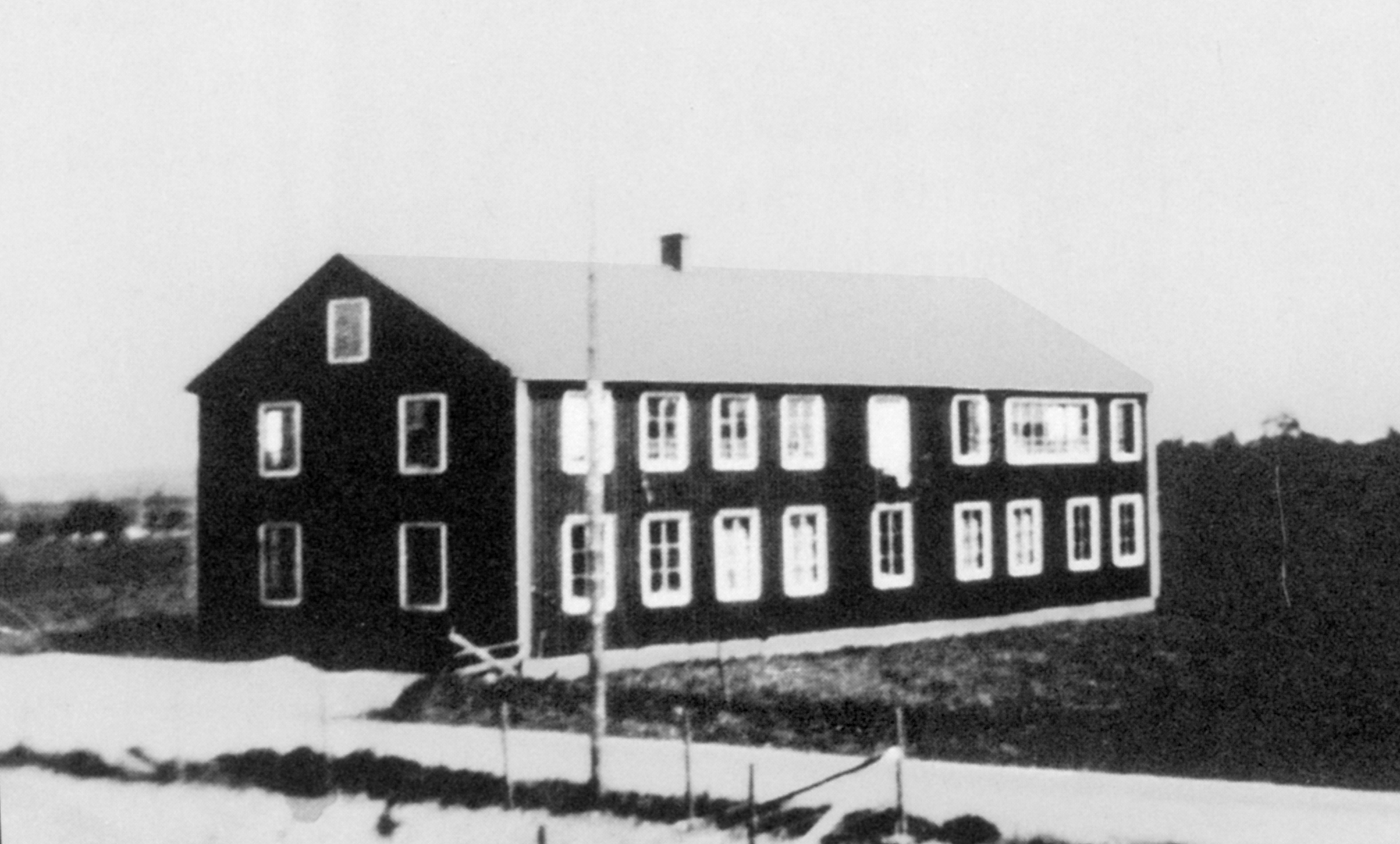
Slutarps möbelindustri ca 1930 (första fabriken)

Slutarp är en del av tätorten Kinnarp och var före 1970 en tätort i Falköpings kommun i Västra Götalands län. Slutarp ligger knappt 10 kilometer söder om Falköping i Västergötland. På 1800-talet var orten endast en by, men idag är Slutarp sammanväxt med sin granne i söder, Kinnarp, och de refereras ofta till som en enhet: Kinnarp–Slutarp.
Strax nordväst om samhället ligger Slutarpsdösen, som är en drygt 5000 år gammal dös från bondestenåldern. Det finns även flera gånggrifter i området. 
Bynamnet Slutarp är känt sedan början av 1400-talet då det stavades Slutathorp. Intressant nog finns det en runsten i byn Hög i grannsocknen Åsarp och denna runsten restes enligt inskriptionen av en person vid namn Sluta. 
Det var först i och med att järnvägen kom till byn 1906, som Slutarp började växa till ett samhälle. Det var Västra Centralbanan mellan Falköping och Landeryd. Järnvägen lades ned 1985. 
Slutarp har haft ett antal industrier, en av de största var Slutarps möbelindustri, denna fabrik blev utsatt för en brand i april 1975, vilket gjorde att verksamheten lades ned.
Gemensamt har Kinnarp och Slutarp sin idrottsförening (Kinnarp-Slutarps IF) sedan sammanslagningen 28/11 1988. 
Knappt 3 kilometer nordväst om samhället ligger egendomen Mönarp. Namnet är känt sedan 1500-talet då det stavades Mönetorp. 